# Girolamo Cavazzoni
Girolamo Cavazzoni, także Hieronimo da Bologna lub Hieronimo d’Urbino (ur. ok. 1510 w Urbino, zm. po 1565 w Mantui) – włoski kompozytor i organista.
Syn Marca Antonia. Na temat jego życia zachowały się nieliczne, często sprzeczne wzajemnie informacje. Około 1525 roku był przypuszczalnie organistą na dworze księcia Mantui Wilhelma I Gonzagi, a później w przypałacowym kościele św. Barbary, gdzie nadzorował budowę organów. Tworzył głównie utwory na instrumenty klawiszowe: ricercary i canzony, ponadto napisał 3 msze, 4 magnificaty, 12 hymnów, a także 2 ricercary na zespół instrumentalny. Kompozycje Cavazzoniego utrzymane są stylistycznie w tradycjach wczesnej szkoły weneckiej, cechują się ścisłym przestrzeganiem reguł kontrapunktycznych i skromną szatą ozdobniczą. Położył zasługi w rozwinięciu canzony organowej jako formy imitacyjnej, operując krótkimi tematami, swobodnie traktując pierwowzór wokalny. Zapoczątkował także rozwój imitacyjnego ricercaru organowego.